# Антоніо Флорес Хіхон
Хуан Антоніо Марія Флорес-і-Хіхон де Віванко (ісп. Antonio Flores Jijon; 23 жовтня 1833 — 30 серпня 1915) — еквадорський політик, президент країни з серпня 1888 до кінця червня 1892 року.

## Життєпис
Народився у столиці країни в президентському палаці за часів президентства свого батька Хуана Хосе Флореса.
За часів першого терміну на посту глави держави Габріеля Гарсії Морено Флорес був послом у Парижі, Лондоні й Вашингтоні.